# Arakynthos
Arakynthos (greacă Αράκυνθος) este un oraș în Grecia în prefectura Aetolia-Acarnania.